# Спасо-Яковлевский монастырь
Спасо-Яковлевский монастырь (Спасо-Яковлевский Димитриев монастырь) — мужской монастырь Ростово-Ярославской епархии Русской православной церкви, расположенный в юго-западной части города Ростова Великого, на берегу озера Неро. С 1764 до 1888 год имел статус ставропигии.

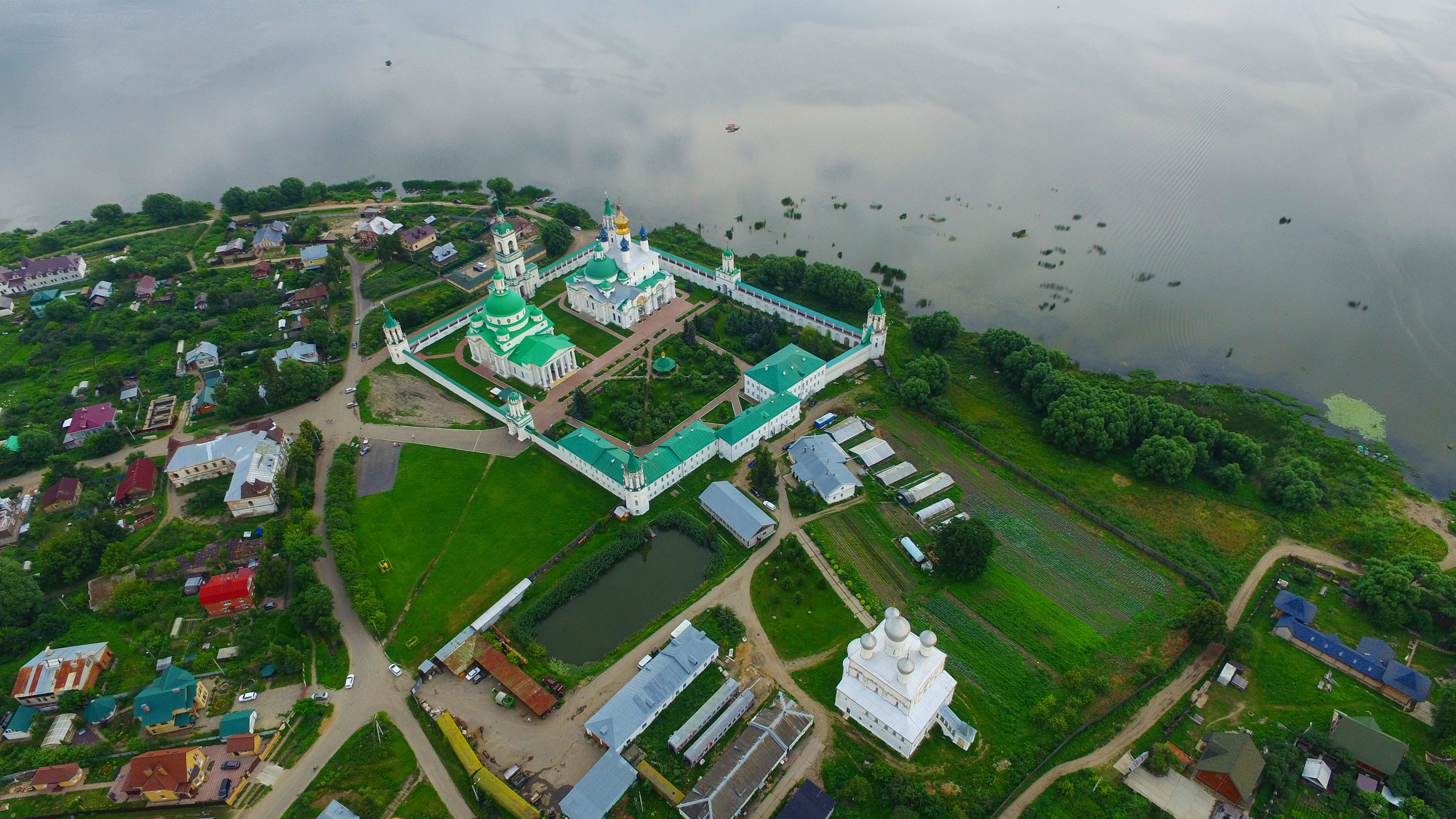
Общий вид монастыря с высоты

## История монастыря

### Средневековый период
Основан в 1389 году епископом Ростовским святителем Иаковом. Изгнанный из города своей паствой (за помилование преступницы, ожидавшей казни), Иаков поселился к югу от Ростова, неподалёку от церкви Архангела Михаила (основанной ещё в XI веке святителем Леонтием Ростовским; последнее по времени здание этого храма было снесено в 1930-х годах), рядом с источником (сейчас над ним — часовня 1996 года), где своими руками срубил небольшой деревянный храм и освятил его в честь Зачатия Пресвятой Богородицы. Вскоре возле церкви создалась небольшая община единомышленников изгнанного епископа; так возникла новая обитель.
После смерти епископа Иакова началось его местное почитание как святого; его захоронение оберегалось как святыня. Общецерковное прославление совершено Макарьевским собором 1549 года. Его мощи покоятся под спудом в церкви Зачатия Святой Анны.
Монастырь именовался Зачатьевским (по имени главного храма, посвящённого Зачатию праведной Анны) или Иаковлевским (по имени основателя обители). Со времени основания обители (XIV век) до второй половины XVII века все постройки Зачатьевского монастыря были исключительно деревянными (ни одна из них не сохранилась до наших дней).
Первым каменным зданием монастыря стал Троицкий, позднее Зачатьевский собор (1686), построенный на месте одноимённой деревянной церкви. Собор пятиглавый, с тремя алтарными апсидами, без богатого декоративного убранства; в то время при нём была шатровая колокольня о шести колоколах. Освящал собор митрополит Ростовский Иона Сысоевич. В 1689 году собор был расписан ярославскими мастерами. Над гробницей святителя Иакова была возведена каменная сень.

### Монастырь в XVIII веке
В 1702—1709 годах монастырь находился под особой опекой ростовского митрополита Димитрия Ростовского. Приехавший 1 марта 1702 года в Ростов по велению Петра Первого, он был торжественно встречен в Яковлевском монастыре и сразу же отслужил благодарственный молебен в Троицком (будущем Зачатьевском) соборе. По преданию, в тот же день он указал место своего будущего погребения — в юго-западном углу храма.

Димитрий Ростовский был погребён 25 ноября 1709 года в Троицком храме. Над местом его погребения была выстроена деревянная гробница со стихами-эпитафией, написанными другом умершего — местоблюстителем патриаршего престола митрополитом Рязанским Стефаном (Яворским). Кроме того, согласно воле умершего, в монастырь поступили две иконы Богоматери: келейная Боголюбская с ростовскими угодниками и особенно почитаемая Ватопедская.

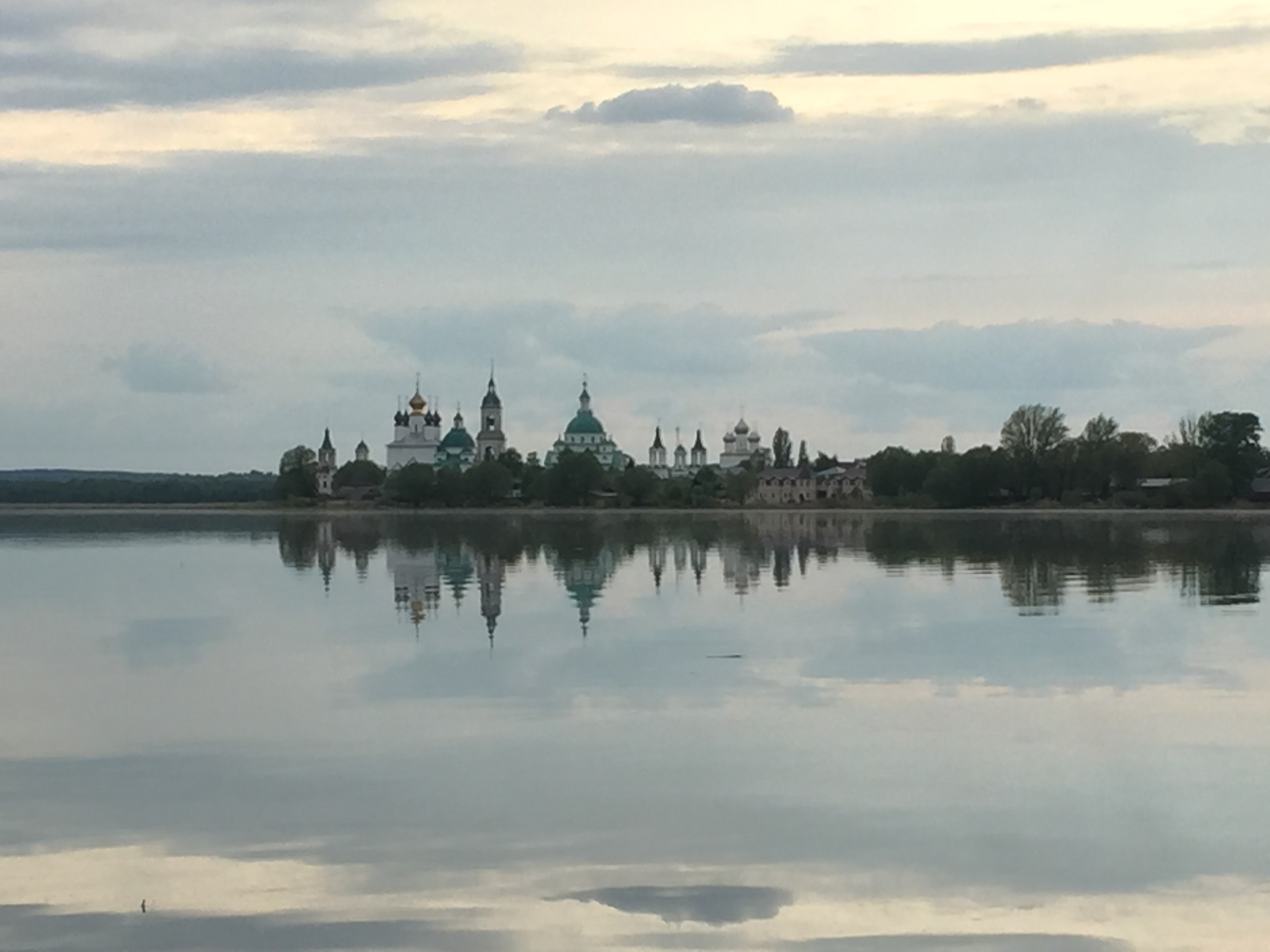
Вид на монастырь с озера Неро

В 1725 году велением ростовского епископа Георгия (Дашкова) к Троицкому собору был пристроен северный Зачатьевский придел, в XIX веке перестроенный в отдельный храм. Александр Мельник указал, что по описи 1738 года этот придел был посвящён не Зачатию Пресвятой Богородицы, а святым Иоакиму и Анне. В 1754 году по указу Арсения (Мацеевича) собор был переименован в Зачатьевский (так же, как назывался и его деревянный предшественник; название сохраняется и поныне), а придел — в честь Иакова Ростовского .

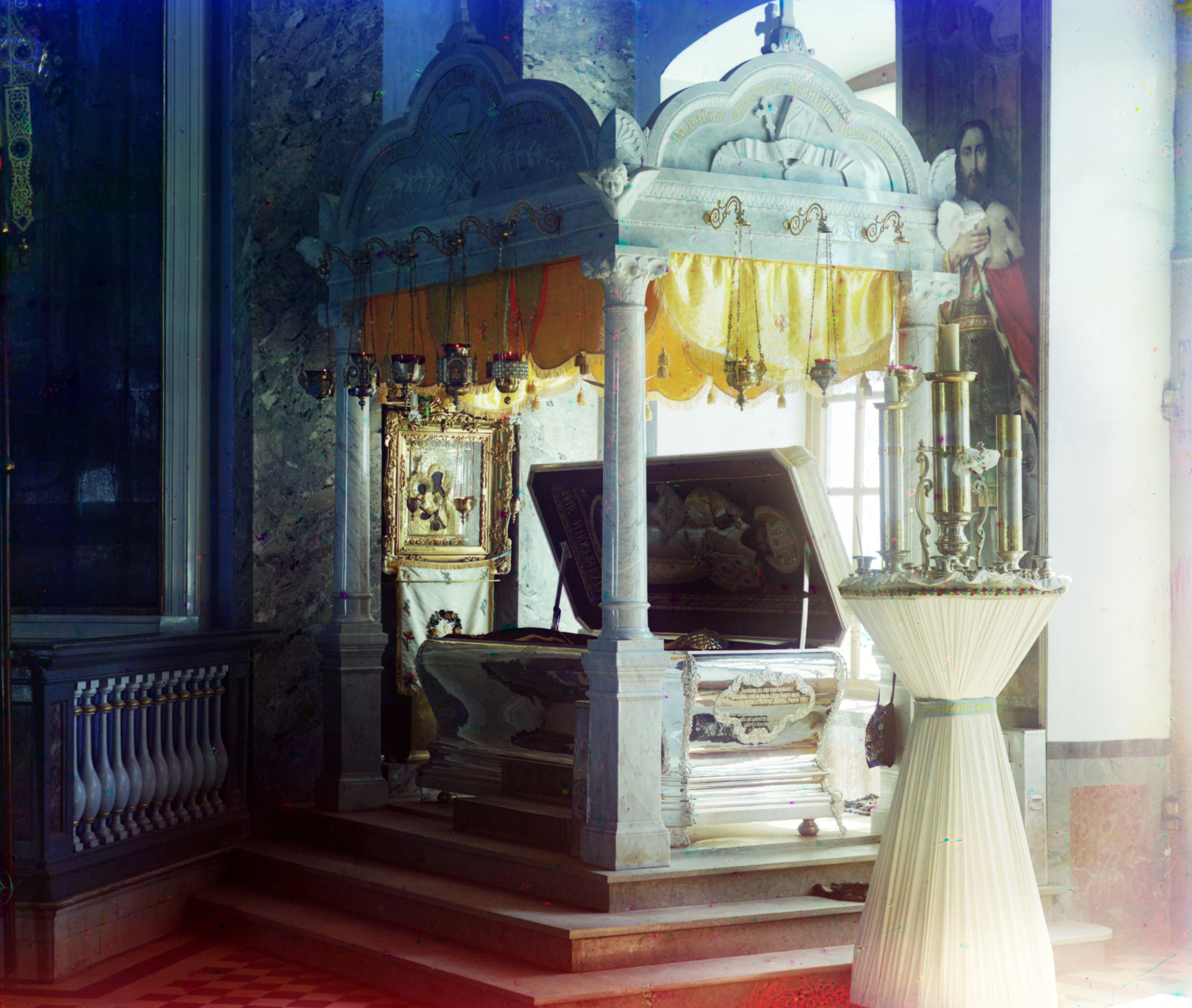
Рака с мощами Димитрия Ростовского в Зачатьевском соборе Спасо-Яковлевского монастыря. Фото Сергея Прокудина-Горского (1910)

21 сентября 1752 году при починке церковного пола были обретены мощи святителя Димитрия Ростовского; согласно житийному повествованию, мощи и одежда святителя, не тронутые тлением, были трижды освидетельствованы церковными иерархами. 22 апреля 1757 года состоялась канонизация святителя Дмитрия Ростовского. Число паломников в монастырь сразу же значительно увеличилось. У западной стены в том же году был построен гостиный двор для богомольцев. По заданию митрополита Арсения (Мацеевича) монастырский эконом завёл тетрадь, куда паломники могли бы записывать свои рассказы о чудесных исцелениях у гробницы святого. Получившаяся большая рукописная книга, которая охватывает события с 1753 по 1764 годы и содержит описание 288 исцелений, ныне хранится в архиве Ростовского музея.
В 1758 году из серебра, добытого на Колыванских рудниках, по приказу императрицы Елизаветы Петровны была создана рака для мощей Димитрия Ростовского. На серебре была выгравирована эпитафия святителю Димитрию, сочинённая Михаилом Ломоносовым . 25 мая 1763 года состоялся первый крестный ход от Успенского собора ростовского Архиерейского дома к Спасо-Яковлевскому монастыря, который с тех пор проводился ежегодно (вплоть до революции 1917 года).

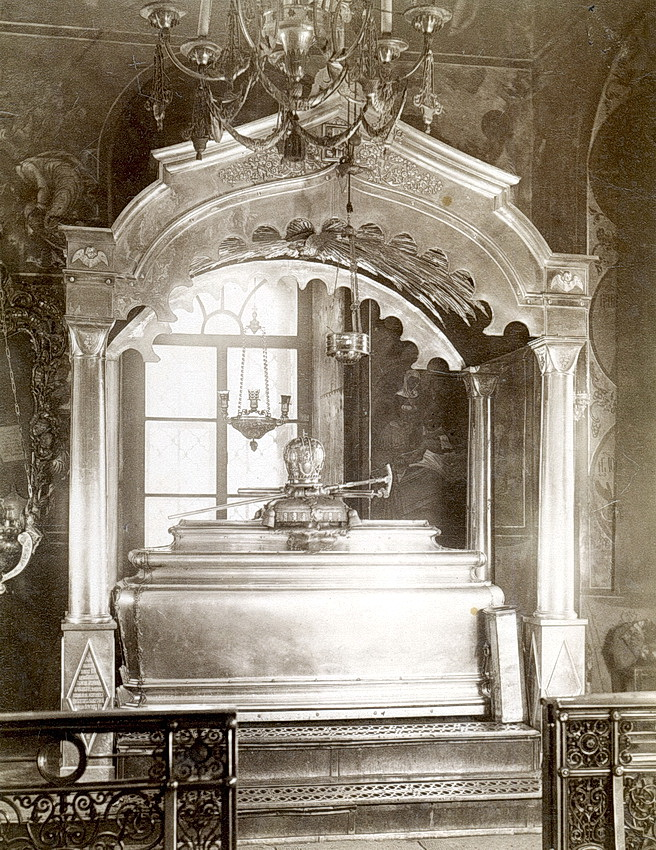
Рака св. Димитрия, изготовленная по указанию императрицы Елизаветы Петровны.

Сохранилось несколько описей монастыря, относящихся к середине XVIII века: деревянная рубленая ограда с воротами в каждой стене (и ограда, и ворота были крыты тёсом). Главные — Святые — ворота, украшенные росписью, находились с восточной стороны. Остальные трое ворот были въезжими, причём рядом с каждым находилась небольшая входная калитка. Возле западной стены находились настоятельские покои — деревянные, с четырьмя комнатами и сенями, лестница из которых вела в светёлку. С южной стороны находились каменные братские кельи, в северо-восточном углу — несколько деревянных келейных корпусов. С восточной стороны располагались деревянные хозяйственные постройки: амбар, конюшня, сарай, два каменных погреба; около Святых ворот стояла хлебная палата с кухней; в юго-восточном углу — каменная поварня и пивоварня. За восточной стеной ограды был расположен монастырский двор, на котором стояли три избы, за западной — гостиный двор для богомольцев.

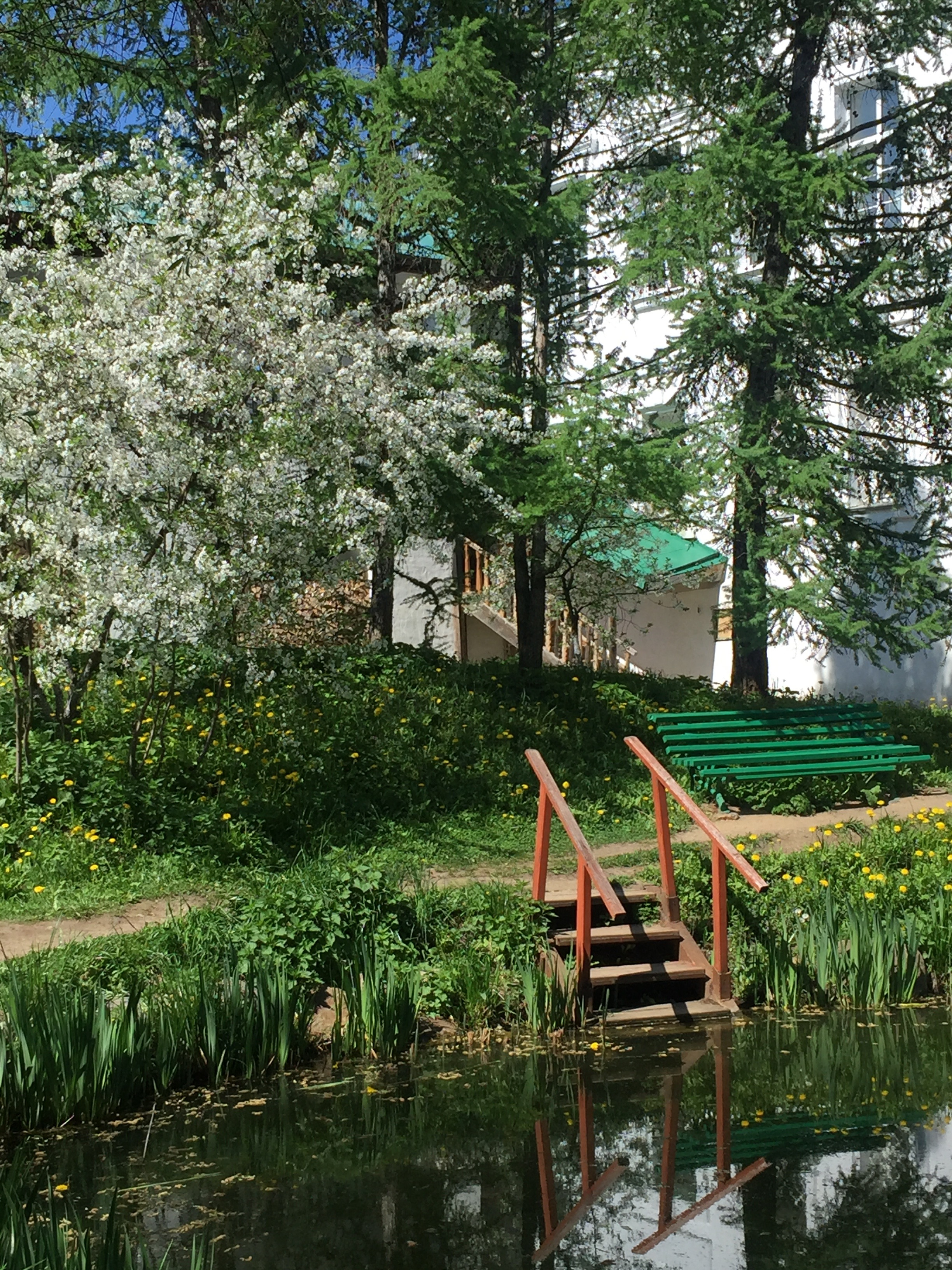
Монастырский сад (2019)

С 1764 года, согласно манифесту Екатерины Второй, до 1888 года монастырь числился ставропигиальным, то есть подчинённым непосредственно Святейшему синоду.
В тому же году к обители приписаны строения стоявшего рядом упразднённого Спасо-Песоцкого монастыря, в том числе монументальный Спасо-Преображенский собор XVII века (это единственное здание Спасо-Песоцкого монастыря, сохранившееся до наших дней). По этой причине в 1765—1836 годах обитель официально именовалась Спасо-Иаковлевским Зачатьевским монастырём.
В 1760-х годах в Зачатьевский собор был поставлен деревянный резной иконостас, выполненный резчиками С. Шоломотовым и С. Бочаровым. В 1780 году иконы специально для этого иконостаса написал харьковский иконописец В. Ведерский.
Во второй половине XVIII века деревянные стены монастыря были заменены каменной оградой. На углах и над воротами появились башни с лёгкими ажурными силуэтами, над восточными воротами — высокая трёхъярусная колокольня. В монастырском дворе были построены двухэтажные братские кельи и настоятельский корпус.
В конце XVIII века в Спасо-Яковлевском монастыре расцвело искусство финифтяной иконы. Возникновение этого промысла в Ростове связано с именем митрополита Арсения (Мацеевича), пригласившего в Ростов иконописцев, работавших в современных для того времени стилях, — для поновления старинных и написания новых икон. Среди них были и мастера финифтяной иконы. Вначале центром финифтяного промысла был ростовский Архиерейский дом, а после перевода Архиерейского дома в упразднённый к тому времени ярославский Спасо-Преображенский монастырь основным заказчиком финифтяных икон стал Спасо-Яковлевский монастырь, где их покупали на память о посещении монастыря богомольцы.

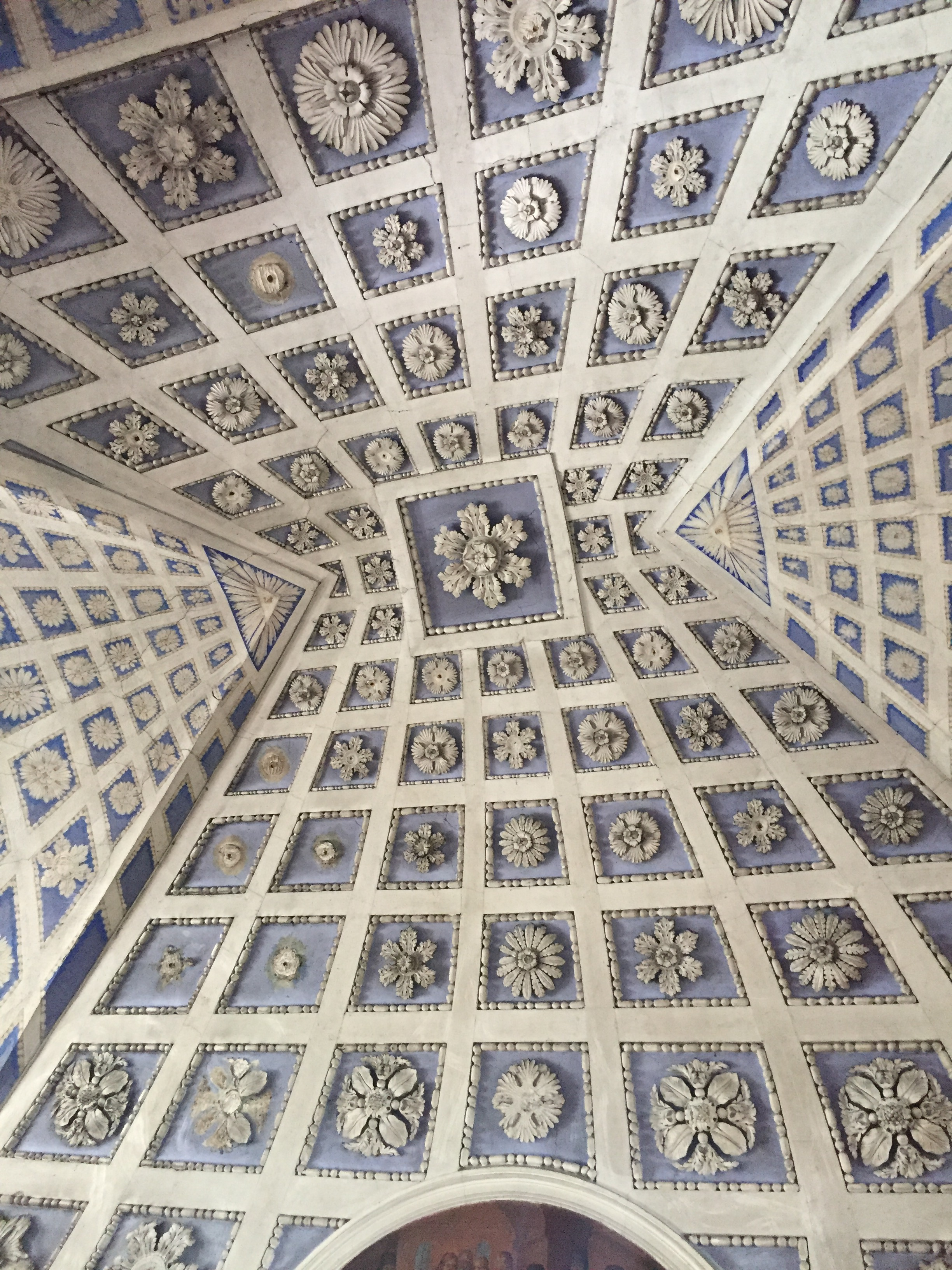
Лепнина Димитриевского собора

В 1794—1802 годах на средства графа Николая Шереметева был возведен Димитриевский собор. Этот храм в стиле классицизма проектировали московский архитектор Назаров и крепостные зодчие Душкин и Миронов. Шереметев желал создать храм, достойный мощей святителя Димитрия Ростовского, которые, как рассчитывал граф, будут перенесены сюда сразу после окончания строительства. Однако высшее духовенство Ярославской епархии, приняв во внимание волю самого Димитрия, не благословило перенесение мощей из Зачатьевского собора в Димитриевский. Граф Николай Шереметев был крупнейшим благотворителем за всю историю обители: помимо строительства собора, он жаловал монастырю облачения, золотую и серебряную церковную утварь. Даже после смерти Шереметева (1809) монастырь получил золотую митру с драгоценными камнями на раку с мощами святителя Димитрия, выполненную в Санкт-Петербурге согласно завещанию графа . В память о Шереметеве Димитриевский собор нередко называют Шереметевским.

### Монастырь в XIX — начале XX веках

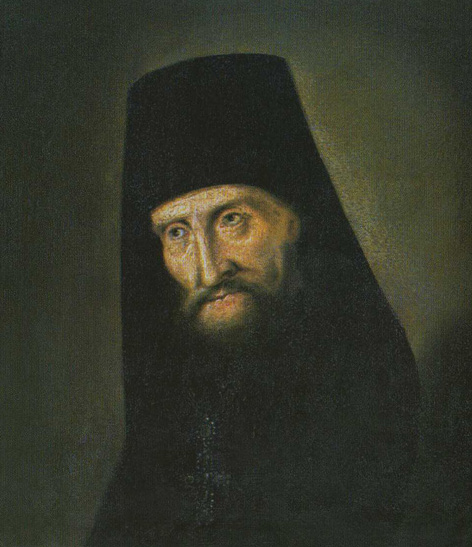
Гробовой старец Амфилохий. Картина неизвестного художника начала XIX века. Собрание Ростовского музея

В начале XIX века в монастырь подвизался «гробовой старец» Амфилохий, который в течение 40 лет ежедневно по многу часов стоял перед ракой с мощами св. Димитрия Ростовского. После смерти старца в Ростове установилось его местное почитание.
В 1836 году на месте старого Иаковлевского придела Зачатьевского собора 1754 года выстроен храм св. Иакова Ростовского. Строительство церкви было осуществлено при активном участии архимандрита Иннокентия на средства благотворительницы монастыря — графини А. А. Орловой-Чесменской (чуть раньше участвовавшей в восстановлении и перестройке новгородского Юрьева монастыря). Росписи были выполнены Тимофеем Медведевым (не сохранились до нашего времени).
В 1836 году возведена паперть Зачатьевского собора. На паперти поставлены гробницы в виде саркофагов, в том числе гробового иеромонаха Амфилохия (ум. 1824) и архимандрита Иннокентия (ум. 1847), справа — Полежаевых Михаила Михайловича (ум. 1876) и Веры Леонидовны (ум. 1885).
В 1860-х годах был выстроен заново главный иконостас Димитриевского собора. Теперь он представлял собой триумфальную арку из искусственного мрамора (проект К. А. Докучиевского).
В 1836 году Святейший Синод по прошению архимандрита Иннокентия утвердил новое официальное наименование обители — Спасо-Иаковлевский Димитриев монастырь. 
В монастырь приезжали на богомолье Екатерина Вторая, Александр Первый, Николай Первый, Александр Второй, Николай Второй.
В монастыре сохранялось огромное собрание книг и рукописей, ценный архив нот, исторических документов.

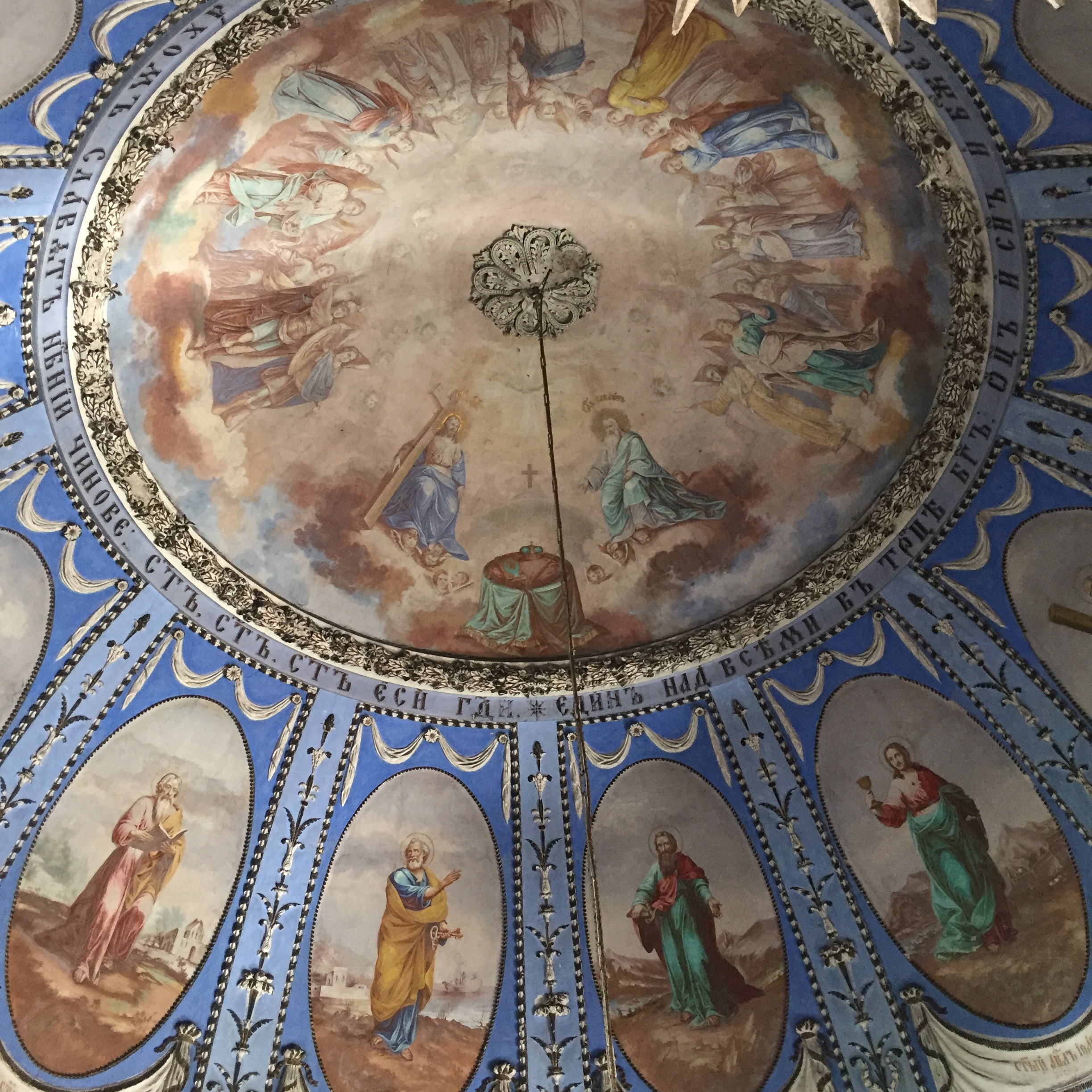
Купол Димитриевского собора

В 1909 году возникает традиция перенесения мощей св. Димитрия Ростовского из Зачатьевского собора в Димитриевский: с 25 мая по 28 октября мощи ежегодно пребывали в Димитриевском соборе (как и хотел его строитель — Н. П. Шереметев), остальное время — в Зачатьевском. Перенесение мощей сопровождалось крестным ходом при большом стечении народа. 
В начале XX века были освящены новые храмы внутри уже существовавших к тому времени построек. В Иаковлевской церкви в 1912 году открыт пещерный храм в честь Воскресения Христова, а в 1916 — придел в честь Ватопедской иконы Божьей Матери (последний — на пожертвования С. П. Колодкина «в вечное поминание убиенного воина Феодора» ). В 1909 году в юго-западной башне открыт храм в честь Толгской иконы Божией Матери — домовая церковь настоятеля монастыря. Из этой церкви по лестнице можно было подняться на смотровую площадку башни, откуда открывалась панорама города.

### Упразднение и возрождение обители
С 27 февраля 1909 года до закрытия обители настоятелем был епископ (впоследствии митрополит) Иосиф (Петровых).
В 1914 Монастырский странноприимный дом предоставлен под военный госпиталь на 150 мест.
После 1917 года службы в монастыре шли только в Яковлевской церкви.
В 1919 году на основании Декрета о музейном имуществе от 10 октября 1918 года Иаковлевский монастырь как памятник древнерусского искусства со всеми находящимися в нем зданиями, а также предметами церковной утвари, передан в ведение Музейного отдела Наркомпроса.
25 апреля 1919 было подписано соглашение между Ростовским уездным Совдепом и настоятелем обители епископом Иосифом (Петровых), архимандритом Тихоном (Шигиным), казначеем Иеромонахом Димитрием (Пляшковичем), ризничным иеромонахом Венедиктом (Жильцовым) (всего 18 монахов) о передаче монастырю в бессрочное пользование церквей Зачатьевской, Иаковлевской, Димитриевской, Спасо-Преображенской, Толгской, Воскресенской, Скорбященской. Составлена опись имущества монастыря и храмов.
14 марта 1923 года Ростовский музей принял от Спасо-Иаковлевского монастыря Спасо-Преображенский храм со всеми иконами. Акт передачи подписали архиепископ Иосиф и сотрудник музея Г.К. Шляков.
Создана община бывшего Спасо-Иаковлевского Димитриевого монастыря. Принят Устав, один из пунктов которого гласит: Состав общины: членом может быть каждый гражданин, принадлежащий к православному культу. Зачисление проводится общим собранием при голосовании. В списке общины 128 человек. Составлен список проповедников – 13 (из священников и братии монастыря). Председатель общины – архиепископ Иосиф (Петровых).
1924. В Ростовский музей переданы из настоятельских келий более 50 портретов (духовных лиц, царей, жертвователей обители).
20 мая 1924 из ризницы монастыря – филиального отделения музея – поступило в Ростовский музей 14 предметов из серебра.
1925. Из Зачатиевского храма в Ростовский музей поступило 36 икон.
Архиепископ Иосиф обратился в милицию с просьбой разрешить 19 августа крестный ход с Ватопедской иконой Божией Матери и образом святителя Димитрия по Ростовскому уезду. Разрешение было получено.
1926. Архиепископ Иосиф обратился в милицию с просьбой разрешить крестный ход с Ватопедской иконой Божией Матери по Петровской, Карашской, Ильинско-Хованской волостям. Был получен положительный ответ.
1927. Городским властям послано письмо общины бывшего монастыря: «Ввиду совершенно непосильной тяжести налога на храмы Иаковлевского монастыря (около 14 миллионов) община монастыря имеет честь сим заявить, что: 1) она с давних пор совершенно не пользуется Спасским храмом, храня его лишь как археологическую ценность, и посему просит теперь же передать его всецело в ведение местного археологического отделения; 2) то же община представляет сделать с Зачатиевским храмом, коим тоже совершенно не пользуется для своих богослужений по случаю крайнего холода и сильной тяги сквозного ветра даже в теплое время года; 3) оставшиеся за сим храмы Иаковлевский и Шереметевский община, может быть, найдет возможным оставить за собой, если коммунальный отдел найдет возможным облегчить тяжесть налога и изыскана будет потребная для уплаты сумма. За председателя общины – архимандрит Тихон»
9 октября 1928. Президиум Ярославского губернского исполнительного комитета постановил расторгнуть договор с религиозной общиной Иаковлевского монастыря и закрыть храмы: Имея в виду, что на территории Иаковлевского монастыря расположен детгородок, созданный УИКом, между детьми которого и молящимися возникают недоразумения, и что функционирующие храмы создают неудобства для воспитания детей вне религии, и учитывая, что община по своему составу весьма немногочисленна, верующие которые могут отправлять свои религиозные потребности в окружающих храмах как в самом городе, так и в находящихся поблизости сельских молитвенных зданиях, – признать необходимым расторжение договора с религиозной общиной верующих, передать молитвенные здания, имеющие историческое значение, Ростовскому музею для развертывания своего отделения, которое им предложено к открытию, прося на это санкции ВЦИКа»
1929. В Ростовский музей поступило заявление общины верующих бывшего Спасо-Иаковлевского Димитриева монастыря о выдаче мощей святителя Димитрия и части утвари из ризницы Спасо-Иаковлевского Димитриевого монастыря для общины церкви Михаила Архангела, куда влилась община этого монастыря. Ученый совет музея решил в просьбе отказать ввиду возможности использования мощей при экспозициях отдела музея в Спасо-Иаковлевском Димитриевом монастыре.
В конце 1928 года договор с общиной расторгли, и храмы передали музею. В настоятельских покоях разместился детдом, в братских корпусах поселились люди, приехавшие из деревень. В том же году  часть рукописного собрания бывшего Спасо-Яковслевского монастыря была перевезена в Москву (ныне — в РГАДА). С 1930 года в храмах разместили воинские и торговые склады.
В 1980-е годы был разобран резной барочный иконостас XVIII века из Зачатьевского храма. В настоящее время сохранился только его остов.
1988. Из храмов монастыря выведены продуктовые склады торга. В монастыре открылся филиал Ростовского музея. В летнее время Димитриевский храм открыт для экскурсионного показа.
1990. Ростовским музеем закуплены колокола, отлитые в Воронеже фирмой «Диопсид» для колокольни Иаковлевского монастыря, филиала музея. Министерство культуры на приобретение 8 колоколов выделило 56 тыс. рублей.

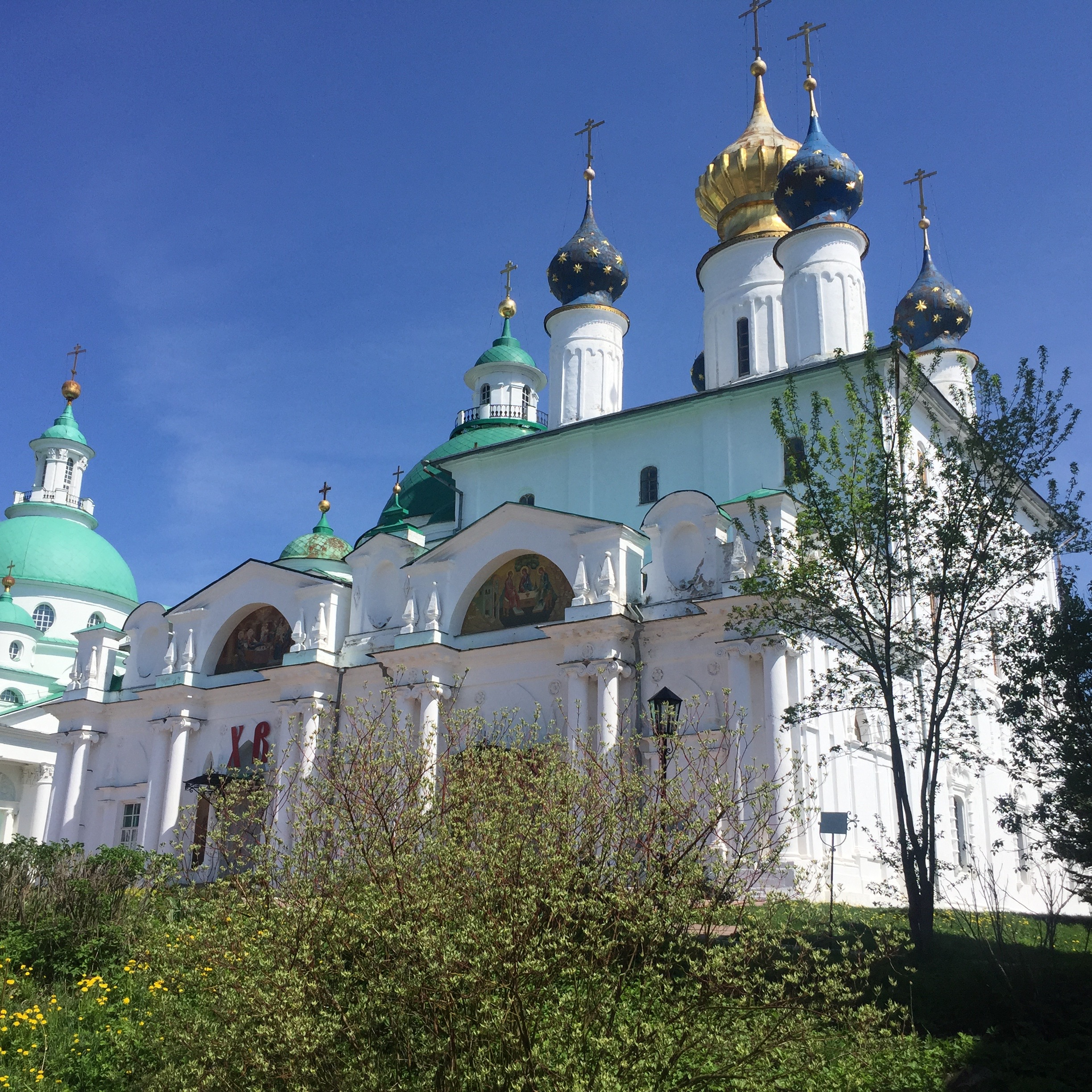
Храмы монастыря весной

15 апреля 1991 года монастырь возвращён Русской православной церкви. Решением Священного Синода от 7 мая 1991 года по рапорту архиепископа Ярославского и Ростовского Платона (Удовенко) монастырь был возобновлён.
В монастыре покоятся мощи ростовских святых Авраамия и Димитрия. Здесь же пребывает Ватопедская икона Божией Матери, являющаяся келейной иконой святителя Димитрия Ростовского. В Иаковлевской церкви Спасо-Яковлевского монастыря устроен надгробный комплекс над мощами святителя Иакова. Частично сохранился монастырский некрополь.
В 1996 году над источником вновь сооружена небольшая деревянная часовня (архитектор — М. Панкратов, Москва), освящённая 10 декабря архиепископом Ярославским и Ростовским Михеем (Хархаровым)в честь святителя Иакова  .
В 2008 году монастырь удостоен Специального диплома Союза писателей России за просветительскую деятельность и издание книги «Святитель Димитрий, митрополит Ростовский».

## Современный облик обители
Все три храма, находящиеся на территории монастыря, выстроены в единую линию вдоль восточной стены обители — это придаёт внешнему облику монастыря строгий классический вид.

### Зачатьевский собор

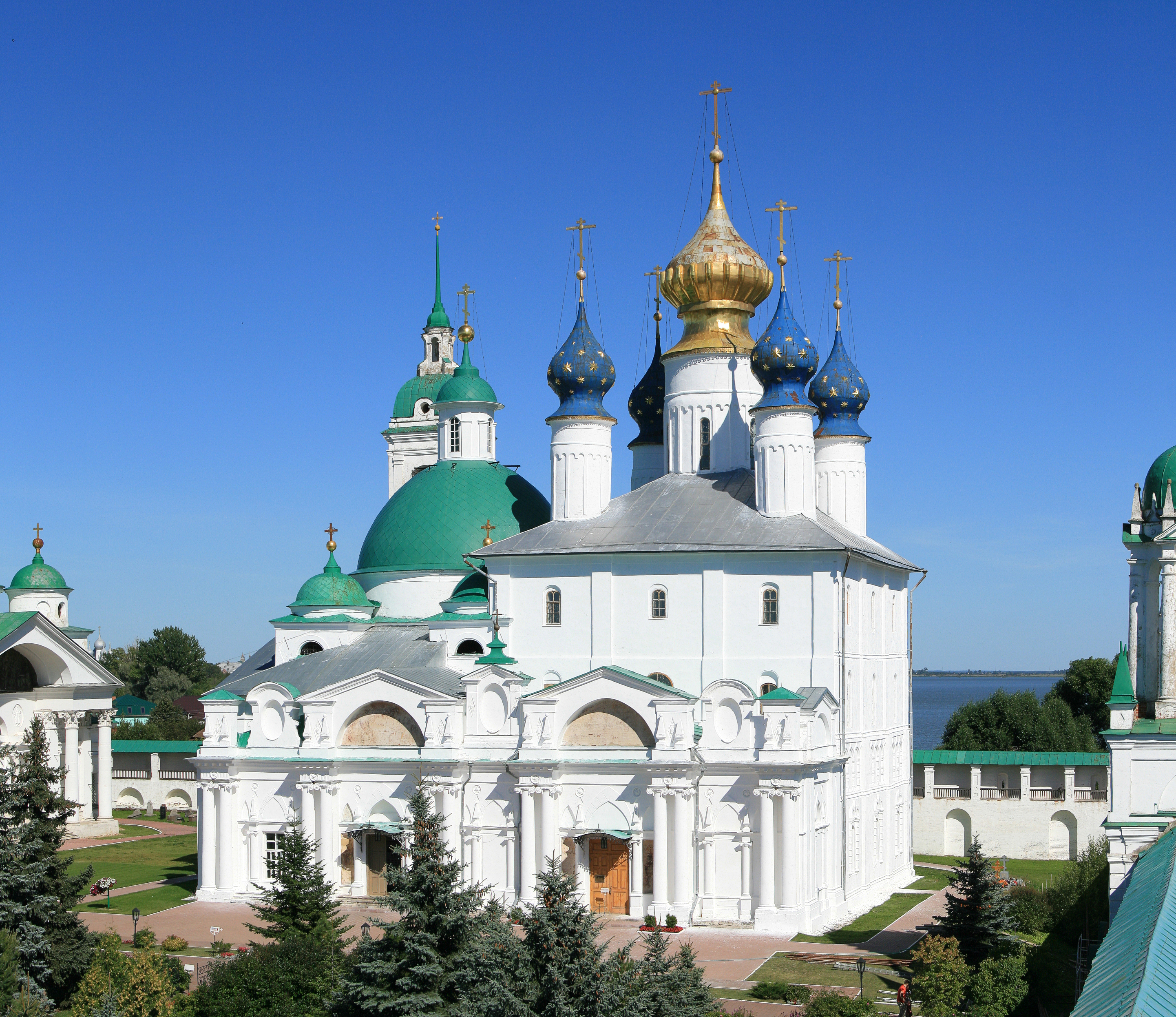
Зачатьевский собор (1686)

Современное здание собора (первоначально освящённого в честь Троицы) выстроено в 1686 году в узорочном стиле. Своды поддерживают четыре столпа. Алтарь отделён каменной стеной с иконостасом. Между столпами и стенами переброшены арки.
В XIX веке собор был окружён пристройками. Северный каменный Иаковлевский (первоначально — Зачатьевский) придел выстроен в 1725 году. Паперть собора возведена в 1836 году. На паперти поставлены гробницы в виде саркофагов: слева погребены гробовой иеромонах Амфилохий (ум. 1824) и архимандрит Иннокентий (ум. 1847), справа — Полежаевы Михаил Михайлович (ум. 1876) и Вера Леонидовна (ум. 1885).
Внутри сохранились фрески 1689 года. На алтарной стене (на уровне местного ряда иконостаса — в правой нише) сохранилась надпись в четыре ряда:

Лета 1689 мая 28 день церковь начата стенным писанием ярославскими мастерами
Фрески выдержаны в жёлтых, голубых, коричневых тонах. В стенных нишах по сторонам иконостаса изображены: справа — святые праведные Иоаким и Анна, слева — святитель Иаков. В верхнем ярусе настенных росписей изображены ветхозаветные события, связанные с праотцем Авраамом и явлением ему Святой Троицы. Нижний ярус стен расписан фресками на евангельские события. На столпах изображены воины-мученики.

Фрески 1689 года
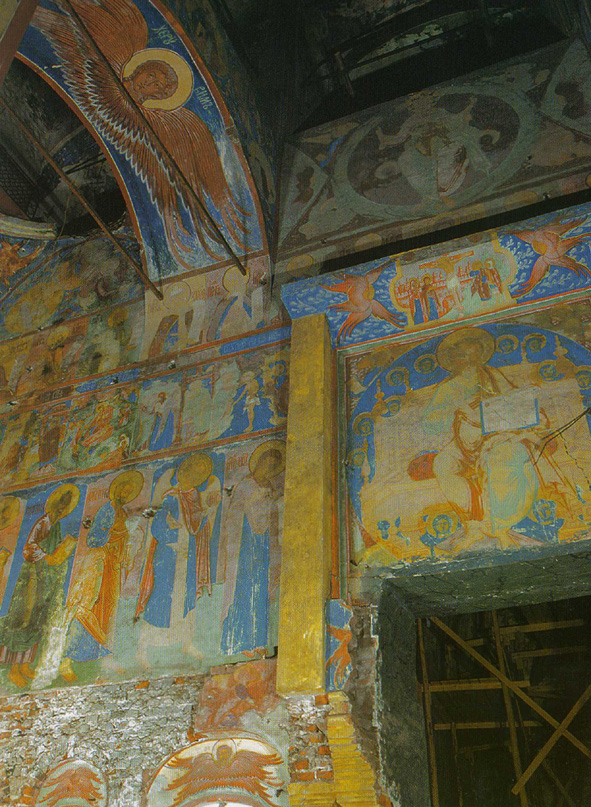
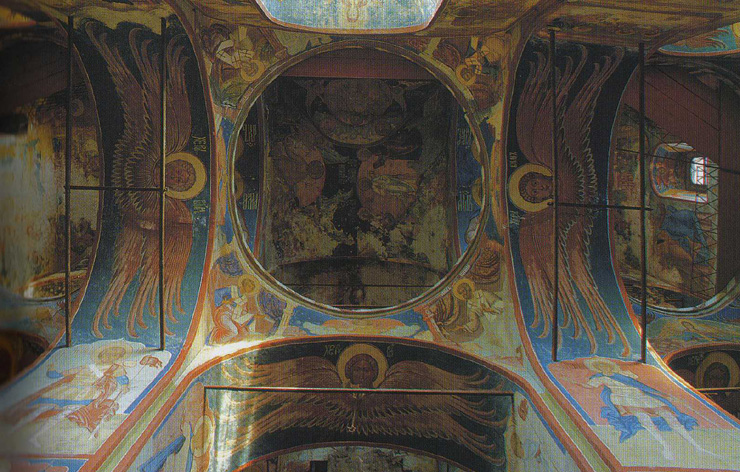
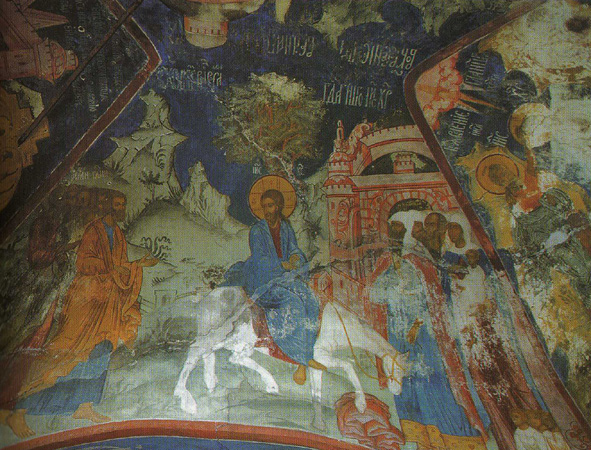

### Димитриевский собор

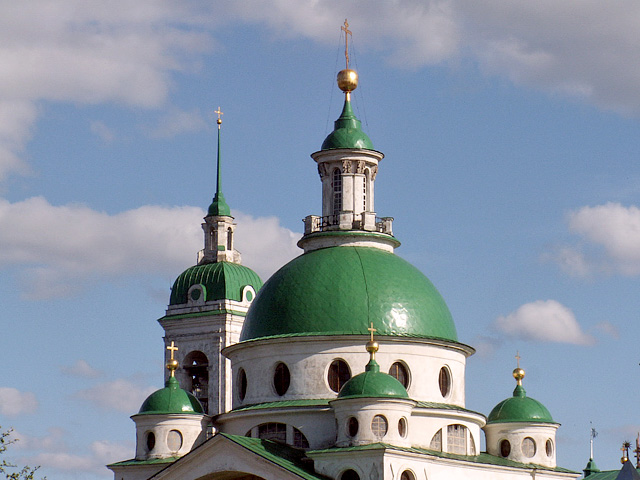
Димитриевский собор Спасо-Яковлевского монастыря

Димитриевский собор нередко именуют Шереметьевским в честь его строителя — графа Н. П. Шереметева, а также его сына Д. Н. Шереметева (устроившего здесь в 1869—1870-х годах новый иконостас) и внука С. Д. Шереметева (также сделавшего несколько крупных вкладов в обитель).

Собор возведён в 1795—1801 годах в классицистическом духе по проекту московского архитектора Е. С. Назарова и крепостных зодчих Шереметева Миронова и Душкина. Храм бесстолпный, огромный купол опирается на сильно выступающие пилоны, украшенные двумя парами пилястр, выполненных из искусственного мрамора. В соборе очень светло благодаря окнам алтаря, высоким боковым окнам и продолговатым окнам барабана.

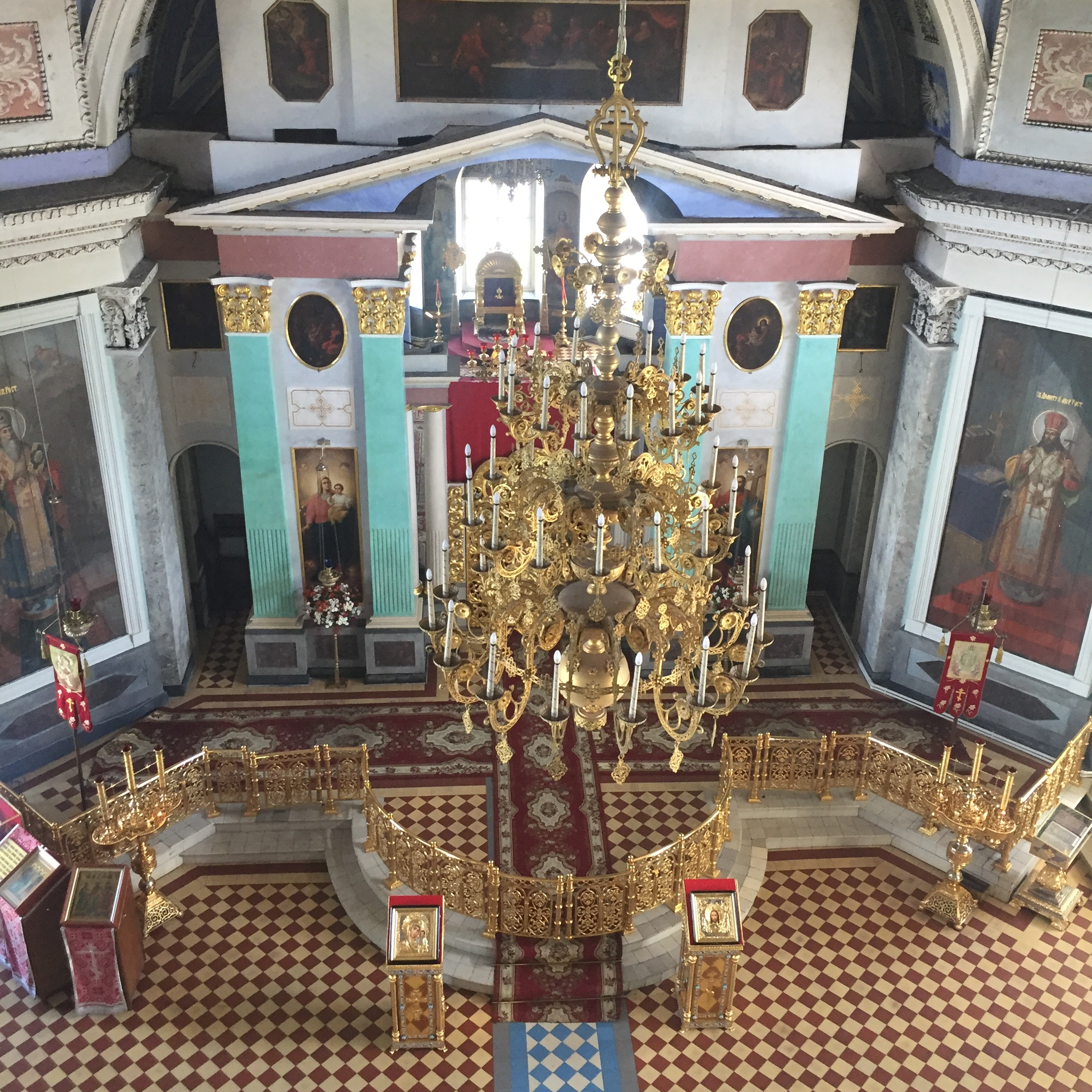
Интерьер Димитриевского собора

Перед входом в храм — трапезная со сводчатыми перекрытиями, которые опираются на два квадратных столпа. В трапезной два придела, посвящённых св. Дмитрию Солунскому и св. Николаю Чудотворцу.
Димитриевский храм построен как холодный; отапливались лишь приделы, где службы совершались круглогодично.
Первоначально все иконостасы храмы были деревянными, однако в 1860-х годах иконостас главного храма были заменен на новый — в виде триумфальной арки из искусственного мрамора (проект К. А. Докучиевского).
Храм украшен лепниной работы Ивана Фохта и Г. Замараева.
Главное скульптурное изображение храма — «Обретение мощей святителя Димитрия Ростовского» — находится на фронтоне северной стороны.
Стенные росписи исполнены большей частью ростовским художником Порфирием Рябовым в начале XIX века. В центральном куполе изображена Святая Троица, на двенадцати овалах — апостолы, на парусах евангелисты, на стенах — мученица Александра, преподобный Иларион, св. Александр Невский, св. Сергий Радонежский, на столпах — св. Леонтий Ростовский, св. Николай Чудотворец, в трапезной — орнаменты и сцены из жития св. Димитрия Ростовского. 

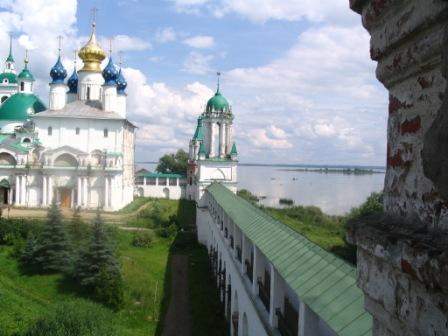
Вид со стен монастыря на озеро Неро

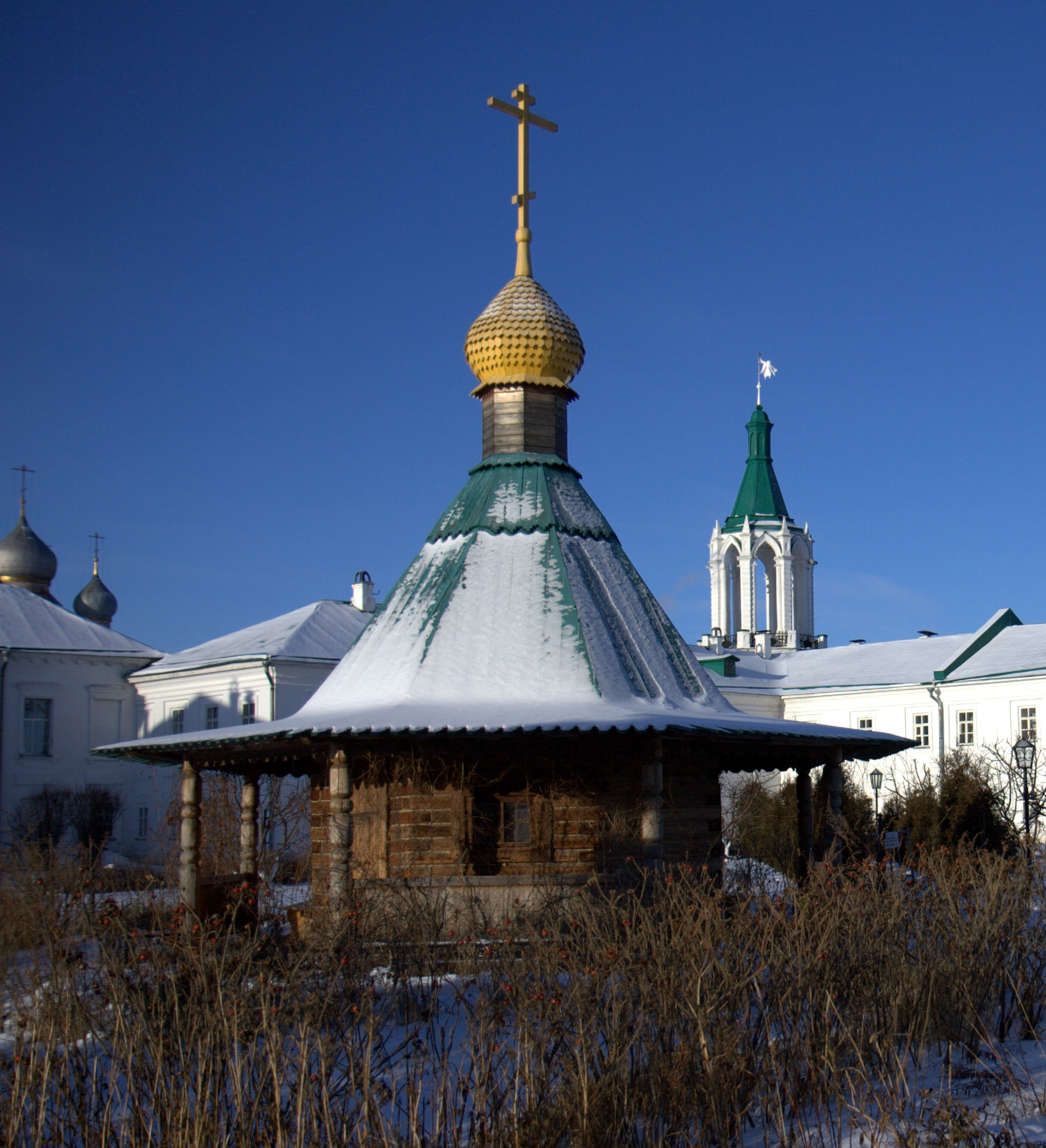
Часовня Св. Иакова над Святым источником в монастыре

### Яковлевская церковь
Храм св. Иакова Ростовского выстроен в 1836 году на месте старого Иаковлевского придела Зачатьевского собора. Строительство собора было осуществлено при активном участии архимандрита Иннокентия на средства графини А. А. Орловой-Чесменской.
Храм пристроен вплотную к Зачатьевскому собору и имеет с ним общую паперть. Яковлевская церковь была тёплой, отапливалась круглый год (в отличие от летнего Димитриевского и нерегулярно отапливаемого в XIX веке Зачатьевского соборов).
Росписи, выполненные Тимофеем Медведевым, не сохранились.

### Колокольня
Возведена во второй половине XVIII века. Трёхъярусная, довольно простая по архитектуре, она несколько теряется на фоне храмов монастыря. Отделка колокольни отличается лаконичностью.
Количество колоколов менялось на протяжении времени: в конце XVIII века их было 4, к началу XX века их было 22, причём самый большой весил 12,5 тонн (около 3 тыс. пудов).

### Надкладезная часовня Святого Иакова
Построена над источником, который известен местным жителям с давних пор, считается целебным и, по легенде, связан с именем Св. Иакова (хотя достоверных подтверждений этому не имеется).
Деревянная часовня возведена в 1996 году (архитектор — М. Панкратов, Москва). 

## Настоятели монастыря

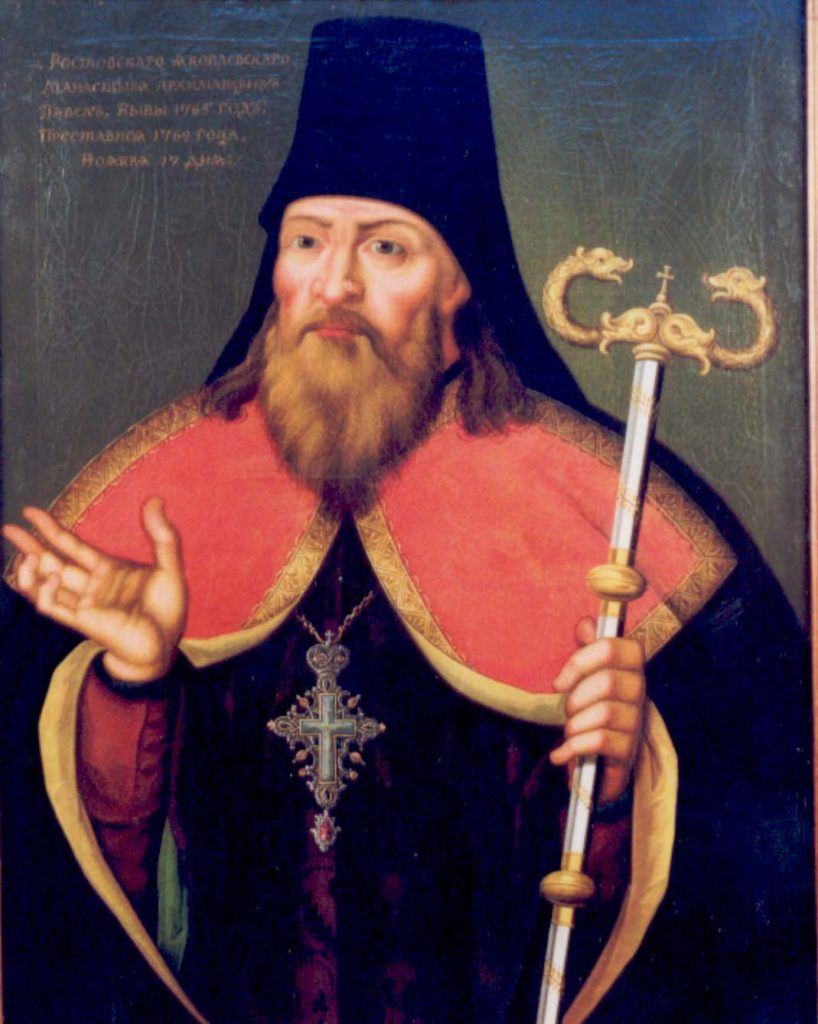
Портрет архимандрита Ростовского Спасо-Яковлевского монастыря Павла. Конец XVIII века

О первых настоятелях Яковлевского монастыря, управлявший обителью после смерти св. Иакова, сведений не сохранилось. В отдельных документах XVII века упоминаются имена двух игуменов — Павла (1624) и Иоакима (1686).
Более или менее подробные сведения о настоятелях монастыря известны с первых лет XVIII века:

### XVIII век
- игумен Никодим (упомянут в 1701—1703 годах)
- игумен Иаков (1720—1734)
- игумен Иосиф (упомянут в 1734)
- игумен Рафаил (упомянут в 1735)
- игумен Боголеп (упомянут в 1736)
- игумен Пармен (1737—1740). Бывший иеромонах Ростовского архиерейского дома. Переведён в ростовский Петровский монастырь.
- игумен Савватий, (1740—1750). Переведен из Александровой пустыни. Скончался в 1750 году.
- игумен Серапион (1750—1753). Бывший иеромонах ярославского Толгского монастыря, после переведён в Пошехонский Николо-Тропский монастырь.
- игумен Гавриил (1753—1754). Переведен из Воскресенского в Караше монастыря.
- игумен Киприан (1754—1757). Бывший казначей Ростовского архиерейского дома. Произведен в архимандрита и переведен в Ярославский Толгский монастырь.
- игумен Иларион (1757—1758). Произведен в архимандрита и переведен в Ярославский Спасо-Преображенский монастырь.
- архимандрит Вонифатий Борецкий (1758—1761). Бывший настоятель Ростовского Спасо-Песоцкого монастыря.
- иеросхимонах Лука (1761—1763). Переведен из Куряжского Преображенского монастыря под Харьковом. Отстранен от настоятельства указном Синода, после чего Угличскую Югскую Дорофееву пустынь.
- игумен Павел (1763—1764). Переведён из Югской Дорофеевой пустыни. Получил сан архимандрита и переведен в угличский Воскресенский монастырь.
- иеромонах Иероним (1764—1765). Бывший кафедральный наместник Ростовского архиерейского дома.
- архимандрит Павел (1765—1769). Переведен из Свято-Духова Иаковлева Боровичского монастыря. Умер 17 ноября 1769 года, погребен с западной стороны Зачатьевского собора.
- иеромонах Герман (1769—1770). Бывший «соборный иеромонах» Троице-Сергиевой лавры.
- архимандрит Ириней Братанович (1770—1775). Переведен из брянского Петропавловского монастыря. 26 апреля 1775 года хиротонисан в сан епископа и переведён в Вологодскую епархию.
- архимандрит Феоктист Могульский (1775—1776). Переведён из киевского Михайловского Златоверхого монастыря. Переведен в полтавский Крестовоздвиженский монастырь, в 1787 году хиротонисан в архиепископа Белгородского.
- архимандрит Амфилохий Леонтович (1776—1786). Переведён из полтавского Крестовоздвиженского монастыря, после переведён в киевский Межигорский монастырь. Через некоторое время стал епископом Переяславским и Борисопольским.
- архимандрит Авраам Флоринский (1786—1797). Переведён из Богоявленского Авраамиева монастыря. Умер 30 апреля 1797 года, похоронен за алтарем монастырского Зачатьевского собора.

### XIX век
- архимандрит Мелхиседек (Короткий) (1797—1805). Переведён из наместников Александро-Невской лавры. Впоследствии был настоятелем Арзамасского Высокогорского и Спасо-Евфимиевского монастырей, умер в 1841 году схимником Оптиной пустыни.
- архимандрит Аполинарий (Пуляшкин) (1806—1818). Переведен из московского Златоустовского монастыря. Скончался 28 апреля 1818 года, погребен с южной стороны монастырского Зачатьевского собора.
- архимандрит Иннокентий (Порецкий) (1818—1847), произведён во архимандрита из иеромонахов Яковлевского монастыря. Скончался 27 февраля 1847 г., погребен в паперти Зачатиевского собора.
- архимандрит Поликарп (Соснин), (1847—1867), Переведен из Переславского Троице-Данилова монастыря. Уволен на покой, скончался 18 ноября 1868 г., похоронен около южной стены храма Зачатия св. Анны.
- архимандрит Иларион (1867—1888), 4 ноября 1867 г. переведен из Спасо-Евфимиевского монастыря Суздальской епархии.
- Епископ Амфилохий (Сергиевский-Казанцев) (1888—1893), Викарий Ярославской епархии. Скончался 20 июля 1893 г., погребен в подклете Спасского храма.
- епископ Никон (Богоявленский) (1893—1895), Из Спасо-Яковлевского монастыря был переведен епархиальным архиереем в Ташкент.
- архимандрит Антоний (Флоренсов) (1895—1898), Из вологодских епископов. Переведен на покой в Московский Свято-Данилов монастырь.

### XX и XXI века
- архимандрит Иаков (1898—1906), из Киево-Печерской лавры. Переведён в настоятели Московского Донского монастыря.
- архимандрит Анатолий (Юнгер) (1906—1909); скончался в 1912 году.
- епископ Иосиф (Петровых) (1909—1923), из настоятелей Юрьева монастыря Новгородской епархии хиротонисан во епископа Угличского, викария Ярославской епархии; в 1923 году посвящён в архиепископы, с 1926 года — митрополит Ленинградский.
- архимандрит Тихон (Баляев) (1928—1929).

После возобновления деятельности монастыря в 1991 году его настоятелями являлись архиереи Ярославской епархии:
- архиепископ Платон (Удовенко) (1991—1993)
- архиепископ Михей (Хархаров) (1993—2002)
- архиепископ Кирилл (Наконечный) (2002—2011)
- митрополит Пантелеимон (Долганов) (2011—2019)
- митрополит Вадим (Лазебный) (с 2020)[28].

Наместники обители:
- архимандрит Евстафий (Евдокимов) (1991—1999)
- иеромонах Димитрий (Буров) (2000—2003)
- игумен Серафим (Симонов) (7 марта 2003 — 10 октября 2009)
- игумен Савва (Михеев) (10 октября 2009 — март 2011)
- игумен Августин (Неводничек) (и. о. с 23 марта 2011; 30 мая 2011 — 27 мая 2022)
- игумен Сергий (Губин) (с 27 мая 2022)

## Монастырь в кино
- Паломничество

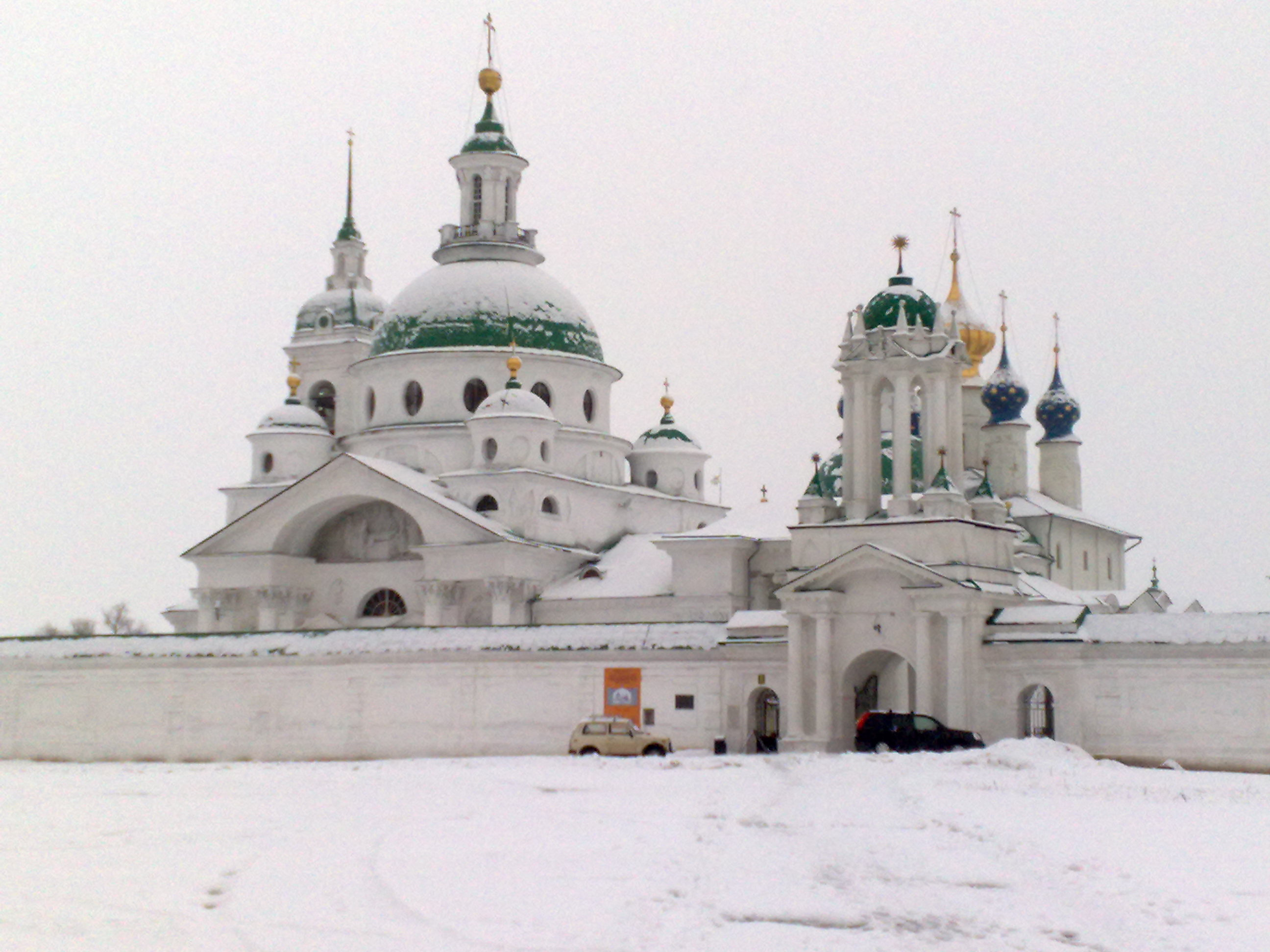
Зимний вид на монастырь
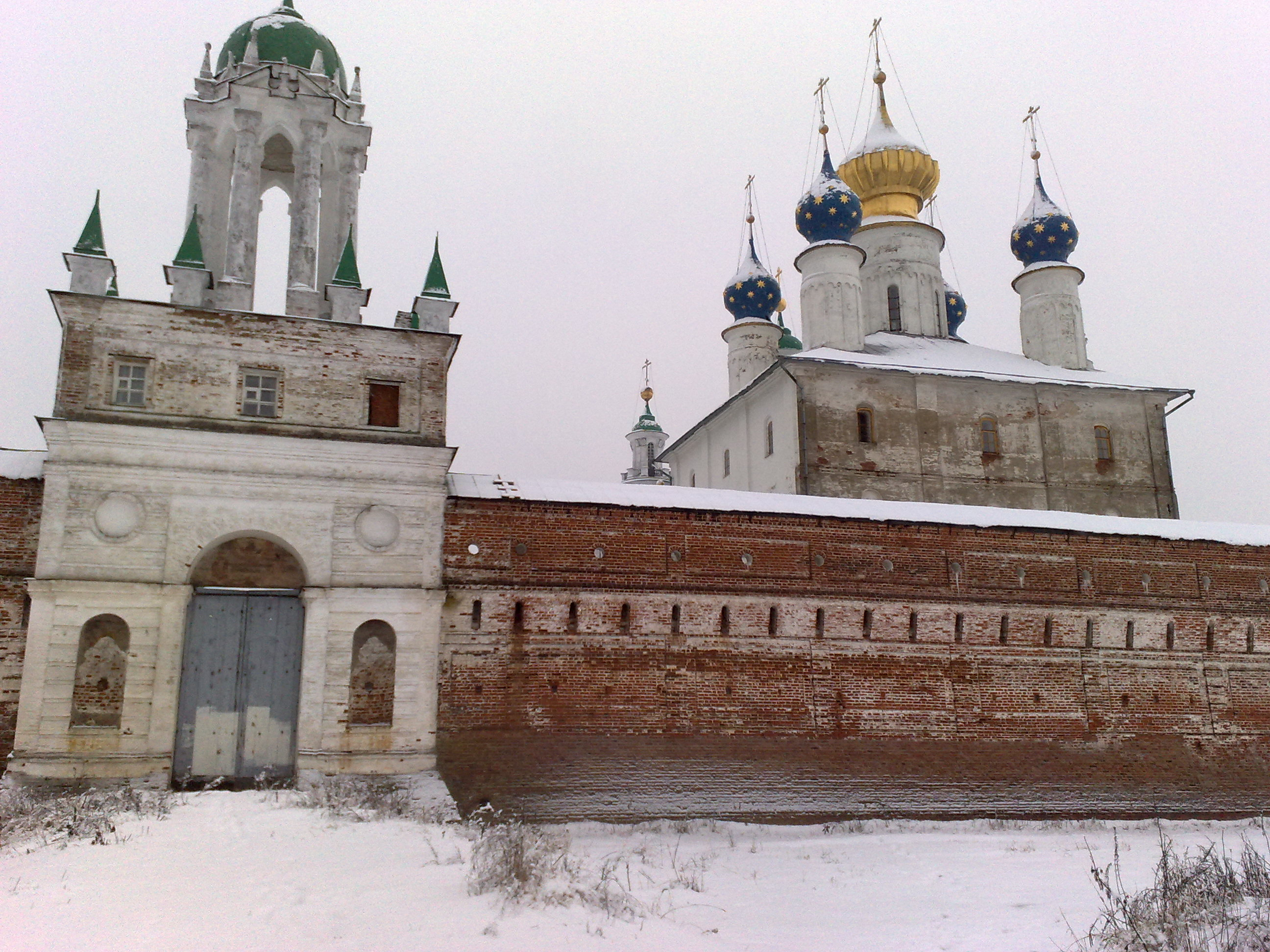
Вид сзади
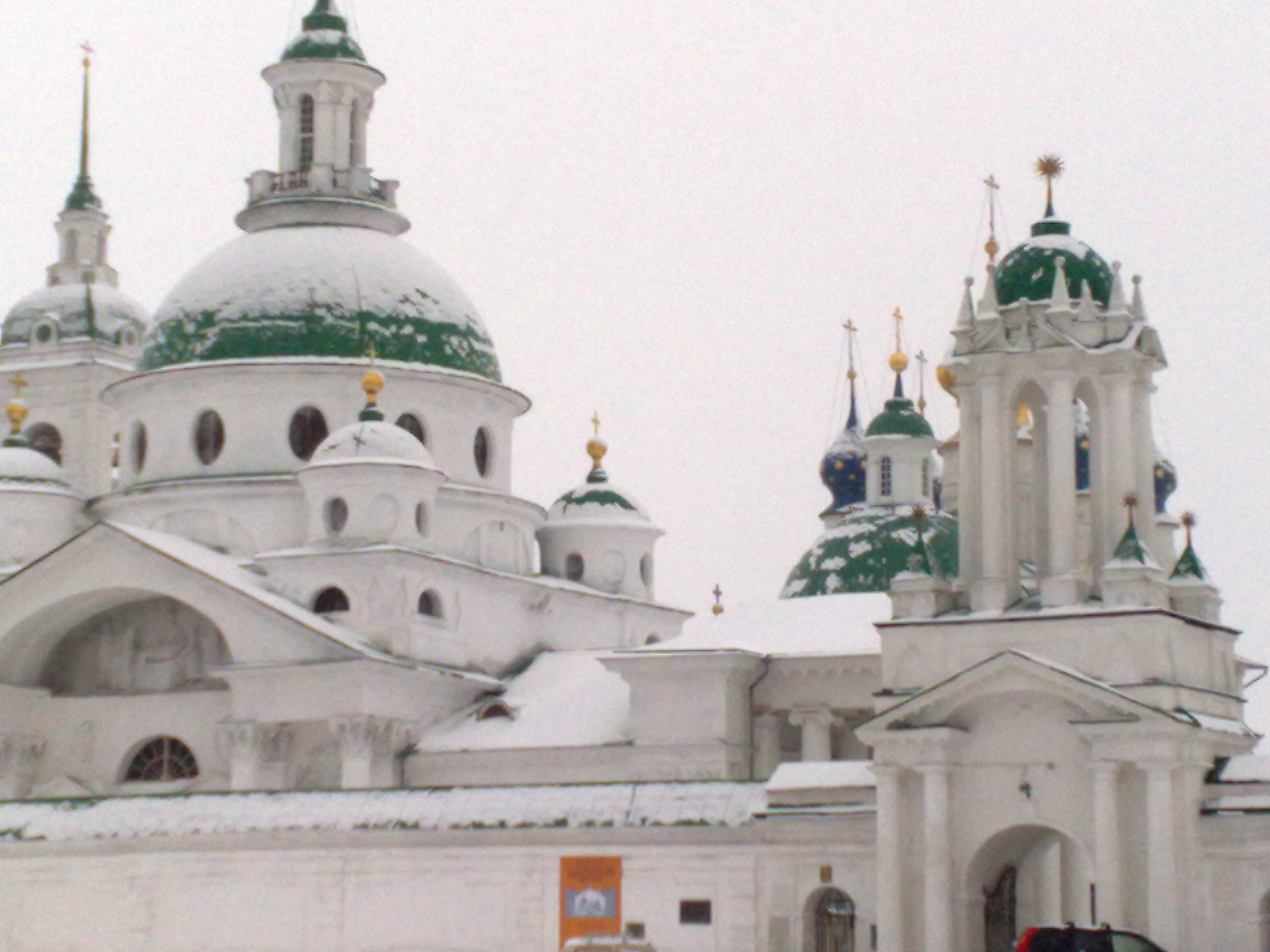
Центральный вид
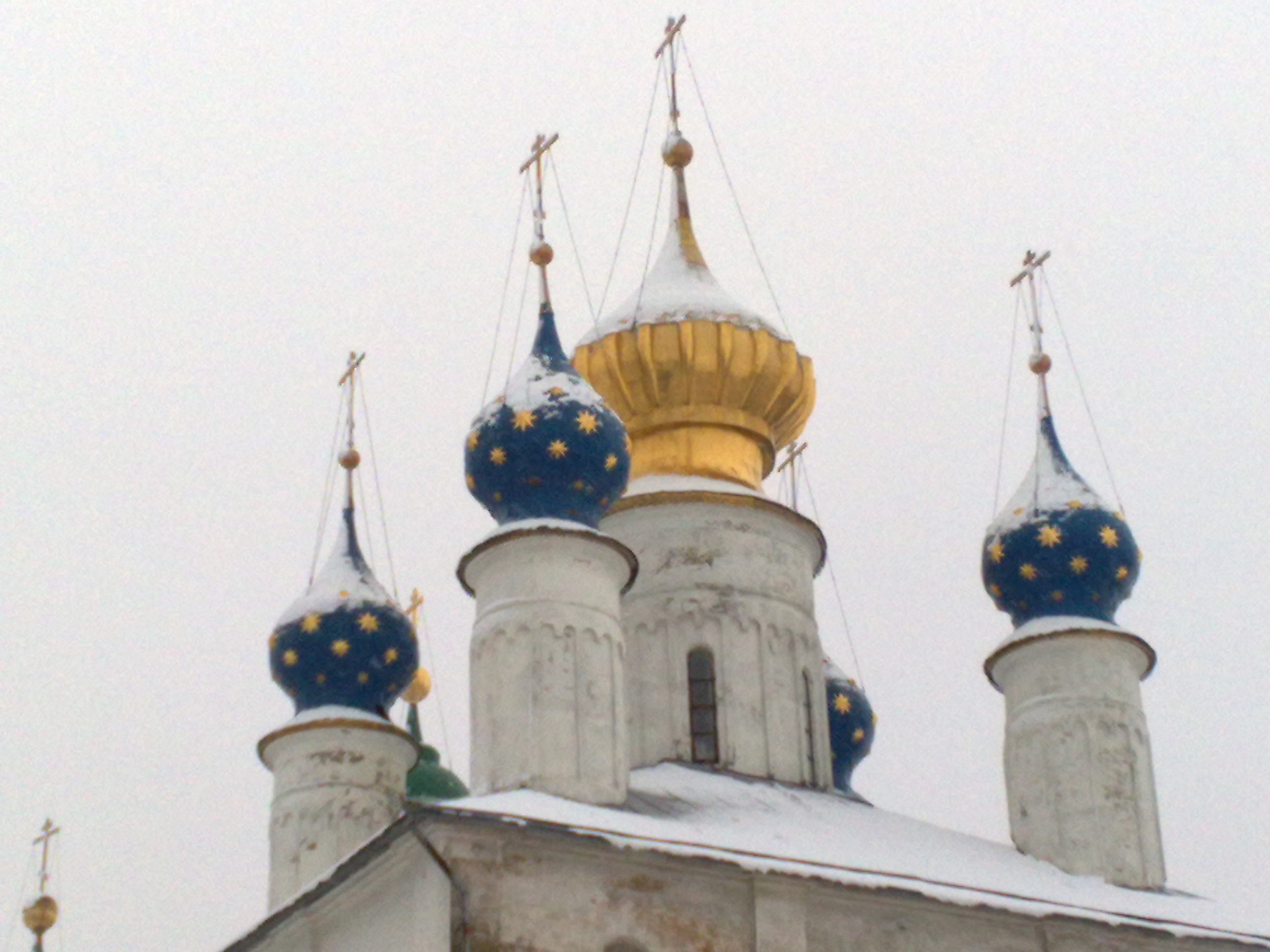
Главы Зачатьевского собора